# Boucekius primevus
Boucekius primevus är en stekelart som beskrevs av Gibson 2003. Boucekius primevus ingår i släktet Boucekius och familjen puppglanssteklar.
Artens utbredningsområde är Guyana. Inga underarter finns listade.